# Björntjärnen (Leksands socken, Dalarna, 674613-147963)
Björntjärnen är en sjö i Leksands kommun i Dalarna och ingår i Dalälvens huvudavrinningsområde.